# Equilibrium
Az Equilibrium német folk-metal/szimfonikus black metal zenekar. 2001-ben alakult meg Münchenben. Az együttes dalai nagyrészt német nyelven íródnak, kivéve négy dalt, amelyeket angol nyelven énekelnek.

## Története
Első nagylemezüket 2005-ben adták ki. 2008-ban leszerződtek a neves Nuclear Blast kiadóhoz, és második stúdióalbumuk már az ő gondozásában jelent meg. 2010-ben le kellett mondaniuk az egyik zenei fesztiválon történő fellépésüket, saját elmondásuk szerint "átrendezések" miatt. 2010-ben új nagylemezt dobtak piacra. 2013-ban egy EP-t is megjelentettek. 2014-ben és 2016-ban is megjelentettek stúdióalbumokat. Az évek alatt számtalan tag elhagyta a zenekart.

## Tagok
- Robert Dahn - „tiszta” és „kemény” éneklés (2010–)
- René Berthiaume - gitár, ritmusgitár (2001–), billentyűk (2003–2005, 2006–), "tiszta" éneklés (2014–), basszusgitár (2015–2016)
- Tuval Refaeli - dobok (2010–)
- Dom R. Crey - ritmusgitár, gitár (2014–)
- Makki Solvalt - basszusgitár (2016–)

## Korábbi tagok
- Jen Majura - basszusgitár (2014–2015)
- Andreas Völkl - gitár, ritmusgitár (2001–2014)
- Sandra van Eldik - basszusgitár (2001–2014)
- Helge Stang - „tiszta” és „kemény” éneklés (2001–2010)
- Manuel DiCamillo - dobok (2006–2010)
- Markus Peschke - dobok (2005–2006)
- Basti Kriegl - dobok (2005)
- Julius Koblitzek - dobok (2003–2004)
- Henning Stein - dobok (2001–2003)
- Armin Dörfler - billentyűk (2005–2006)
- Conny Kaiser - billentyűk (2002–2003)
- Michael Heidenreich - billentyűk (2001–2002)

## Diszkográfia
- Demo 2003
- Turis Fratyr - nagylemez, 2005
- Sagas - nagylemez, 2008
- Rekreatur - nagylemez, 2010
- Waldschrein - EP, 2013
- Erdentempel - nagylemez, 2014
- Armageddon - nagylemez, 2016